# Pseudomystus
Pseudomystus és un gènere de peixos de la família dels bàgrids i de l'ordre dels siluriformes.

## Distribució geogràfica
Es troba a Tailàndia, Malàisia, Indonèsia (Java, Sumatra -7 espècies- i Borneo -10-).

## Taxonomia
- Pseudomystus bomboides (Kottelat, 2000)[4]
- Pseudomystus breviceps (Regan, 1913)[5]
- Pseudomystus carnosus (Ng & Lim, 2005)[6]
- Pseudomystus flavipinnis (Ng & Rachmatika, 1999)[7]
- Pseudomystus fumosus (Ng & Lim, 2005)[8]
- Pseudomystus fuscus (Popta, 1904)[9]
- Pseudomystus heokhuii (Lim & Ng, 2008)[10]
- Pseudomystus inornatus (Boulenger, 1894)[11]
- Pseudomystus leiacanthus (Weber & de Beaufort, 1912)[12]
- Pseudomystus mahakamensis (Vaillant, 1902)[13]
- Pseudomystus moeschii (Boulenger, 1890)[14][15][16]
- Pseudomystus myersi (Roberts, 1989)[17]
- Pseudomystus robustus (Inger & Chin, 1959)[18]
- Pseudomystus rugosus (Regan, 1913)[5]
- Pseudomystus siamensis (Regan, 1913)[5]
- Pseudomystus sobrinus (Ng & Freyhof, 2005)[19]
- Pseudomystus stenogrammus (Ng & Siebert, 2005)[20]
- Pseudomystus stenomus (Valenciennes, 1840)[21]
- Pseudomystus vaillanti (Regan, 1913)[5][22][23][24][25][26][27]